# Natalie Raitano
Natalie Raitano (ur. 3 października 1966 w Charleroi w stanie Pensylwania) – amerykańska aktorka telewizyjna pochodzenia włoskiego.
Jest najstarszą z trójki rodzeństwa – ma młodszą siostrę i młodszego brata, mierzy 160 cm. Uczęszczała do katolickiej szkoły średniej Mon-Valley. Ukończyła Mercyhurst College w Erie, w stanie Pensylwania. Studiowała gimnastykę, balet i jazz. Była instruktorką aerobiku oraz gospodarzem programu ESPN2 Hip Hop Body Shop (1997). Popularność na małym ekranie zapewniła jej rola Nicolette Janine „Nikki” Franco w serialu TV V.I.P. (1998-2002). Występowała także z grupą muzyczną Breeze.